# Georges Joseph Haezaert
Georges Joseph Haezaert CSSp (* 28. Juni 1883 in Saint-Nicolas, Belgien; † 29. September 1957) war ein belgischer römisch-katholischer Ordensgeistlicher und Apostolischer Vikar von Nord-Katanga.

## Leben
Georges Joseph Haezaert trat der Ordensgemeinschaft der Spiritaner bei und empfing am 28. Oktober 1912 das Sakrament der Priesterweihe. Am 11. Februar 1931 bestellte ihn Papst Pius XI. zum Apostolischen Präfekten von Nord-Katanga.
Am 18. Juni 1935 wurde Georges Joseph Haezaert infolge der Erhebung der Apostolischen Präfektur Nord-Katanga zum Apostolischen Vikariat erster Apostolischer Vikar von Nord-Katanga und Pius XI. ernannte ihn zum Titularbischof von Pertusa. Der Erzbischof von Mecheln, Jozef-Ernest Kardinal Van Roey, spendete ihm am 30. November desselben Jahres die Bischofsweihe; Mitkonsekratoren waren der Weihbischof in Mecheln, Jean Marie van Cauwenbergh, und der Apostolische Vikar von Niangara, Robert Constant Lagae OP.
Georges Joseph Haezaert trat am 20. Juli 1949 als Apostolischer Vikar von Nord-Katanga zurück.